# Harold Devine
Harold George Devine (ur. 18 maja 1909 w New Haven w stanie Connecticut, zm. 29 kwietnia 1998 w Worcester w stanie Massachusetts) – amerykański bokser wagi piórkowej, brązowy medalista letnich igrzysk olimpijskich w Amsterdamie.